# Zdobycie Chalkis
Zajęcie Chalkis – zajęcię Chalkis przez Rzymian w roku 199 p.n.e.
Po zdobyciu Antipatrei w roku 200 p.n.e. wojska rzymskie pod wodzą konsula Sulpicjusza Galby przezimowały w obozie pod Apollonią, szykując się do kampanii wiosennej w królestwie Macedonii. Nie próżnowała jednak flota rzymska. Siły morskie składające się z 20 korabii legata Gajusza Klaudiusza Cento wzmocnione 6 okrętami z Rodos i Aten opłynęły Peloponez kierując się ku Eubei w kierunku miasta Chalkis. Na wieść o słabej obronie macedońskiej okręty rzymskie podpłynęły nocą pod miasto. Niewielka liczba żołnierzy za pomocą drabin wdrapała się na mury, a po wybiciu strażników otworzyła bramy reszcie wojska. W wyniku ataku doszło do masakry obrońców i mieszkańców Chalkis. W walkach wybito oddział z garnizonu Filipa V pod wodzą Sopatrosa z Akarnanii. Miasto splądrowano i spalono, uwalniając wcześniej jeńców rodyjskich. Na wieść o masakrze Filip na czele swoich wojsk podążył do Chalkis, jednak nie zastając pod miastem Rzymian skierował się do Beocji, obierając kurs na Ateny.